# 週末のTFM
週末のTFM（しゅうまつのティーエフエム）は、新聞ラテ欄に掲載されているTOKYO FMの土曜日の番組総合編成枠である。
同じような枠が直後土曜13:00～17:00の「カウントダウンステーション」（1994年4月～2010年3月）である。
ただし、最近ではこのタイトルを用いることはなくなり、各番組名を書くようになった。
この時間帯は1社提供が多く親会社の都合で数回で打ち切られたり、スペシャルプログラム、TFMアナによるノースポンサーのつなぎ番組が放送されるなど流動的な状況である。

## 放送時間帯
毎週土曜日　5:00～13:00

## 放送番組
|       | 放送内容      | |
| 5:00  | 5:00 - 7：30  | SPO☆LOVE - 柴田幸子 ●7:00JOGLIS - 同 |
| 6:00  | 5:00 - 7：30  | SPO☆LOVE - 柴田幸子 ●7:00JOGLIS - 同 |
| 7:00  | 5:00 - 7：30  | SPO☆LOVE - 柴田幸子 ●7:00JOGLIS - 同 |
| 7:30  | 7:30 - 7:55   | 感じて、漢字の世界 - 山根基世 7:40 Weekly ニッポン!! - 井門宗之 ●7:55 ドライバーズ・インフォ                                                       |
| 8:00  | 8:00 - 8:55   | DOCOMO LOVE Family ＜ドコモ＞ - ジョージ・ウィリアムズ ●8:55 ドライバーズ・インフォ                                                                |
| 9:00  | 9:00 - 9:30   | NOEVIR Color of Life＜ノエビア＞ - 望月理恵 |
| 9:30  | 9:30 - 9:50   | あぐりずむ WEEKEND -川瀬良子（JFNフルネット） ●9:50コドモの疑問 - レッド吉田（JFNフルネット） ●9:55TOKYO FM NEWS、TOKYO FM トラフィック            |
| 10:00 | 10:00 - 10:50 | TOYOTA Athlete Beat（JFNフルネット） - 藤木直人 ●10:50 JA共済My name is... - 酒井美紀（JA共済） ●10:55 CROSS ROAD - 菊池浬、ドライバーズ・インフォ |
| 11:00 | 11:00 - 11:30 | 三井住友VISAカード presents Amitie du weekend＜三井住友VISAカード＞ - 中山エミリ                                                                   |
| 11:30 | 11:30 - 11:55 | MINTIA Refresh Music - 仲田雄一 ●11:55 ドライバーズ・インフォ                                                                                      |
| 12:00 | 12:00 - 12:25 | World Cruise - 干場義雅 |
| 12:30 | 12:30 - 12:55 | SOUND TERASS - 宇佐見友紀 ●12:55 Tokyo Disney Resort Now - 上田万由子、ドライバーズ・インフォ                                                      |